# Flutikazon
A flutikazon erős lokális gyulladáscsökkentő hatású glükokortikoid, melynek dermalis alkalmazás esetén alig van szisztémás hatása.  A VIII. Magyar Gyógyszerkönyvben Flutikazon-propionát (Fluticasoni propionas)  néven hivatalos.  

Lokális alkalmazása esetén kedvező a terápiás indexe.

## Farmakokinetikai tulajdonságok
Állatkísérletekben a flutikazon-propionát biohasznosulása lokális (és per os) adagolás után igen alacsony, mivel kismértékben (kb. 5%) szívódik fel a bőrön át (és a gyomor-béltraktusból), továbbá jelentős a first pass metabolizmusa.
Emberben is magas a gyógyszer metabolikus clearance és eliminációja ennek megfelelően gyors.
A bőrről a szisztémás keringésbe felszívódó gyógyszermennyiség ilymódon hamar inaktiválódik. Per os biohasznosulása majdnem nulla, a rossz felszívódásnak és az extenziv first pass metabolizmusnak köszönhetően. Ezért Cutivate krém lenyelését követően alig kell szisztémás expozícióval számolni.

## Készítmények
- Cutivate (GlaxoSmithKline)